# Hans Fischerkoesen
Pour les articles homonymes, voir Hans Fischer.
Hans Fischerkoesen, connu également sous les noms de Fischerkösen et Hans Fischer, est un réalisateur de cinéma d'animation allemand né le 18 mai 1896 et mort le 23 avril 1973.

## Filmographie
- 1921 : Professor Sprit
- 1933 : Schall und Rauch (Bruit et fumée)
- 1944 : La Prairie enchantée (diffusé en couleur à Paris)
- 1943 : Die verwitterte Melodie (Mélodie brouillée)
- 1944 : Der Schneemann (Le Bonhomme de neige)
- 1945 : Das dumme Gänslein (L'Oie stupide)
- 1957 : Spiel mit Kugeln (Jeu de billes)
- 1964 : Die Klein Null (Le Petit Zéro)